# العلاقات الفرنسية الليختنشتانية
العلاقات الفرنسية الليختنشتانية هي العلاقات الثنائية التي تجمع بين فرنسا وليختنشتاين.

## مقارنة بين البلدين
هذه مقارنة عامة ومرجعية للدولتين:
| وجه المقارنة                                              | فرنسا                                                    | ليختنشتاين                                 |
| --------------------------------------------------------- | -------------------------------------------------------- | ------------------------------------------ |
| المساحة (كم2)                                             | 643.80 ألف                                               | 16                                         |
| عدد السكان (نسمة)                                         | 67.12 مليون                                              | 37.47 ألف                                  |
| الكثافة السكانية (ن./كم²)                                 | 104.26                                                   | 234.19 ألف                                 |
| العاصمة                                                   | باريس                                                    | فادوتس                                     |
| اللغة الرسمية                                             | لغة فرنسية                                               | اللغة الألمانية                            |
| العملة                                                    | يورو، فرنك س ف ب، فرنك فرنسي، Livre tournois ‏            | فرنك سويسري                                |
| الناتج المحلي الإجمالي (بليون دولار)                      | 2.58 تريليون                                             | 6.29 مليار                                 |
| الناتج المحلي الإجمالي (تعادل القوة الشرائية) بليون دولار | 2.87 تريليون                                             |                                            |
| الناتج المحلي الإجمالي الاسمي للفرد دولار أمريكي          | 36.20 ألف                                                |                                            |
| الناتج المحلي الإجمالي للفرد دولار أمريكي                 | 39.33 ألف                                                |                                            |
| مؤشر التنمية البشرية                                      | 0.888                                                    | 0.908                                      |
| رمز المكالمات الدولي                                      | +33                                                      | +423                                       |
| رمز الإنترنت                                              | .fr، .bzh ‏، .tf، .re، .wf، .yt، .pm، .paris              | .li                                        |
| المنطقة الزمنية                                           | أوروبا/باريس ‏، توقيت وسط أوروبا، توقيت وسط أوروبا الصيفي | توقيت وسط أوروبا، ت ع م+01:00، ت ع م+02:00 |

## منظمات دولية مشتركة
يشترك البلدان في عضوية مجموعة من المنظمات الدولية، منها:
| علم المنظمة | اسم المنظمة                    | تاريخ انضمام فرنسا | تاريخ انضمام ليختنشتاين |
| ----------- | ------------------------------ | ------------------ | ----------------------- |
|             | الاتحاد البريدي العالمي        | ?                  | ?                       |
|             | منظمة حظر الأسلحة الكيميائية   | ?                  | ?                       |
|             | منظمة التجارة العالمية         | 1995               | ?                       |
|             | الأمم المتحدة                  | 24 أكتوبر 1945     | 18 سبتمبر 1990          |
|             | منظمة الشرطة الجنائية الدولية  | ?                  | ?                       |
|             | الاتحاد الدولي للاتصالات       | 1866               | 25 يوليو 1963           |
|             | مجلس أوروبا                    | 5 مايو 1949        | ?                       |
|             | منظمة الأمن والتعاون في أوروبا | 25 يونيو 1973      | 25 يونيو 1973           |

## وصلات خارجية
- موقع وزارة الخارجية الفرنسية